# Liste markanter und alter Baumexemplare in Baden-Württemberg
Markante und alte Bäume in Baden-Württemberg haben meist ein Alter zwischen 300 und 600 Jahren. Viele Dörfer haben sogenannte tausendjährige Eichen oder Linden, die bei näherer Untersuchung diesen Anspruch meist nicht erfüllen. Die Altersdaten beruhen meist auf Schätzung oder Überlieferung, nur wenige einzelne Bäume sind anhand von Quellen oder Kernbohrung verlässlich altersbestimmt (siehe auch Altersbestimmung von Bäumen). Darüber hinaus existieren einige Bäume, die schon deshalb besonders interessant sind, weil sie das älteste bekannt gewordene Exemplar einer Art oder das größte jemals bekannt gewordene Exemplar darstellen.
Siehe auch Kategorie Einzelbaum in Baden-Württemberg.
| Bild                                                    | Name                                                         | Gattung/ Art                                     | Stamm- umfang                      | Höhe                    | ungefähres Alter (Jahre)                       | Ort | Landkreis                         | Besonderheiten |
| ------------------------------------------------------- | ------------------------------------------------------------ | ------------------------------------------------ | ---------------------------------- | ----------------------- | ---------------------------------------------- | --- | --------------------------------- | --- |
| weitere Bilder                                          | Allenspacher Hoflinde                                        | Linde: Sommerlinde                               | 8,53 m                             | 27 m                    | 575 gepflanzt um 1450                          | Allenspacher Hof Gemeinde Böttingen Lage                                                                   | Tuttlingen                        | |
| weitere Bilder                                          | Alte Linde Eschelbronn                                       | Linde: Winterlinde                               |                                    |                         | >175 gepflanzt vor 1850                        | Bettweg in Eschelbronn Lage                                                                                | Rhein-Neckar-Kreis                | Im April 2025 gefällt                                                                                                |
| Alte Linde bei Mannholz (2020)                          | Alte Linde bei Mannholz                                      | Linde: Sommerlinde                               | 6,6 m                              | 20 m                    | 300–400                                        | Mannholz Gemeinde Alfdorf Lage                                                                             | Rems-Murr-Kreis                   | Naturdenkmal (81190010034)                                                                                           |
| weitere Bilder                                          | Alte Ziegel-Linde Gönningen                                  | Linde                                            | 6,06 m                             |                         | >500                                           | Gönningen Stadt Reutlingen Lage                                                                            | Reutlingen                        | einer der ältesten Bäume zwischen Alb und Schönbuch                                                                  |
| Anhauser Linde (2020)                                   | Anhauser Linde bei Dettingen                                 | Winterlinde                                      | 8,92 m (2016)                      | 23 m                    | 400–500                                        | Dettingen am Albuch Gemeinde Gerstetten Lage                                                               | Heidenheim                        | Naturdenkmal (81350150009), eine der dicksten Winterlinden Württembergs                                              |
| weitere Bilder                                          | Annalinde Kirchhausen                                        | Winterlinde                                      | 7,44 m (2014)                      | 23 m                    | 400                                            | bei Kirchhausen, Stadt Heilbronn Lage                                                                      | Heilbronn (Stadtkreis)            | an der Stelle einer legendären St.-Anna-Kapelle                                                                      |
| BW                                                      | Bergulme am Helenenhof bei Eybach                            | Ulme: Bergulme                                   | 5,45 m (2017)                      |                         | 200–300                                        | Helenenhof bei Eybach Stadt Geislingen an der Steige Lage                                                  | Göppingen                         | Teil des Naturdenkmals „1 Ulme, 2 Linden beim Helenenhof“ (81170240048)                                              |
| weitere Bilder                                          | Große Breiteiche Gottwollshausen                             | Eiche: Stieleiche                                | 7,0 m                              | 19 m                    | 500–600                                        | Gottwollshausen, Stadt Schwäbisch Hall Lage                                                                | Schwäbisch Hall                   | |
| Brückenlinde in Mimmenhausen (2021)                     | Brückenlinde in Mimmenhausen                                 | Linde                                            | 7,00 m (2015)                      | 15 m                    | 300–500                                        | Mimmenhausen Gemeinde Salem Lage                                                                           | Bodenseekreis                     | Naturdenkmal (84350520021)                                                                                           |
| BW                                                      | Buche am Sportplatz Aufhausen                                | Buche: Rotbuche                                  | 6,95 m (2015)                      |                         |                                                | Aufhausen Stadt Geislingen an der Steige Lage                                                              | Göppingen                         | Teil des Naturdenkmals „4 Buchen, 16 Linden“ (81170240036)                                                           |
| Buchener Stumpen (2020)                                 | Buchener Stumpen bei Randen                                  | Eiche                                            | 5,50 m (2018)                      | 15 m                    | 500–600                                        | Randen Stadt Blumberg Lage                                                                                 | Schwarzwald-Baar-Kreis            | Naturdenkmal (83260050004) alter Grenzbaum knorrige Schönheit                                                        |
| BW                                                      | Büchele oder Heusteigbuche bei Harthausen                    | Buche: Rotbuche                                  | 6,30 m (1995)                      | 21 m                    | 250                                            | Harthausen auf der Scher Gemeinde Winterlingen Lage                                                        | Zollernalbkreis                   | eine der dicksten Buchen in Deutschland, Naturdenkmal (84170750195)                                                  |
| Burkhartslinde (2010)                                   | Burkhartslinde am Haldenhof bei Bonndorf                     | Linde: Sommerlinde                               | 6,00 m (1995)                      | 17 m                    | 450–500                                        | Haldenhof Gemarkung Bonndorf Stadt Überlingen Lage                                                         | Bodenseekreis                     | Naturdenkmal (Kennung 84350590017) Die Linde wurde im Juni 2024 zum Nationalerbe-Baum ausgezeichnet.                 |
| BW                                                      | Danieltanne Grafenhausen                                     | Tanne                                            | 5,87 m (2022)                      | 46 m                    | 300–350                                        | Hochtannenweg bei Grafenhausen Lage                                                                        | Waldshut                          | dickste Tanne im Schwarzwald                                                                                         |
| Dicke Eiche (2007)                                      | † Dicke Eiche im Schönbuch                                   | Eiche                                            | 6,43 m                             | 32 m                    | 480                                            | Oberhalb des Lindachtals im Schönbuch Lage                                                                 | Böblingen                         | nach Winterschäden 2007/2008, durch Windbruch 2013 gefallen; jetzt Totholzbiotop                                     |
| BW                                                      | Dicke Linde (auch „Große Linde“) bei Laichingen              | Linde                                            | 7,10 m (circa)                     | 24 m                    | >200                                           | Laichingen Lage                                                                                            | Alb-Donau-Kreis                   | Teil des Naturdenkmals „8 Linden im Gewann Linden“ (84250710048)                                                     |
| weitere Bilder                                          | Dorflinde Hollenbach                                         | Linde: Sommerlinde                               | 7,69 m (2013)                      | 15 m                    | 400–800                                        | Hollenbach Gemeinde Mulfingen Lage                                                                         | Hohenlohekreis                    | Dorf- und Gerichtslinde Naturdenkmal (81260560012)                                                                   |
| weitere Bilder                                          | Dorflinde in Wildentierbach                                  | Linde: Winterlinde                               | 5,44 m (2020)                      | 12 m                    | 400–500                                        | Wildentierbach Stadt Niederstetten Lage                                                                    | Main-Tauber-Kreis                 | Dorf- und Gerichtslinde Naturdenkmal (81280820014)                                                                   |
| BW                                                      | Dorflinde Zusenhofen                                         | Linde: Sommerlinde                               | 5,27 m (2014)                      |                         | 500–600                                        | Zusenhofen Stadt Oberkirch Lage                                                                            | Ortenaukreis                      | Naturdenkmal (83170890003) zwischen 2014 und 2019 stark eingestutzt                                                  |
| BW                                                      | Douglasie im Stadtwald Eberbach                              | Douglasie                                        |                                    | 63,50 m (Juli 2016)     | 125 gepflanzt um 1900                          | Eberbach Lage                                                                                              | Rhein-Neckar-Kreis                | einer der höchsten Bäume Deutschlands                                                                                |
| BW                                                      | Douglasie im Kurpark in Enzklösterle                         | Douglasie                                        | 6,13 m (2016)                      | 37 m                    | 145 gepflanzt 1880                             | Enzklösterle Lage                                                                                          | Calw                              | |
| BW                                                      | Edelkastanie im Schlossgarten Karlsruhe                      | Edelkastanie                                     | 9,68 m (2016)                      | 15 m                    | >400                                           | Schlossgarten Karlsruhe Lage                                                                               | Karlsruhe (Stadtkreis)            | |
| Edelkastanie in Staufen im Dezember                     | Edelkastanie in Staufen                                      | Edelkastanie                                     | 8,57 m                             | 22 m                    | ≈ 300                                          | Staufen im Breisgau Lage                                                                                   | Breisgau-Hochschwarzwald          | Naturdenkmal (83151080049)                                                                                           |
| Eiche am Emmertshof (2006)                              | Eiche am Emmertshof                                          | Eiche                                            | 8,66 m                             | 17 m                    | 750                                            | bei Neuenstein Lage                                                                                        | Hohenlohekreis                    | eine der stärksten und ältesten Stieleichen Süddeutschlands                                                          |
| BW                                                      | Eiche bei Halden                                             | Eiche: Stieleiche                                | 6,92 m (2019)                      | 23 m                    | ≈ 350                                          | Halden Gemeinde Bühlertann Lage                                                                            | Schwäbisch Hall                   | |
| BW                                                      | Esche bei Oberweckerstell                                    | Esche: Gemeine Esche                             | 5,65 m (2016)                      |                         | 150–280                                        | Straße nach Schnittlingen bei Oberweckerstell Stadt Donzdorf Lage                                          | Göppingen                         | Teil des Naturdenkmals „9 Linden und 6 Eschen bei Oberweckerstell“ (81170150001)                                     |
| BW                                                      | Esche bei Bietenweiler                                       | Esche: Gemeine Esche                             | 7,4 m (2013)                       | 28 m                    | ≈ 250                                          | Hof Hub bei Bietenweiler Gemeinde Kißlegg (Westallgäu) Lage                                                | Ravensburg                        | Naturdenkmal (84360525907) Champion Tree 2013 der DDG                                                                |
| mittlerer Baum                                          | Esche am Schloss Solitude                                    | Esche: Gemeine Esche                             | 6,16 m (2016)                      | 23 m                    | 200–250                                        | Schloss Solitude Stadt Stuttgart Lage                                                                      | Stuttgart (Stadtkreis)            | größter Baum des Naturdenkmals „Baumgruppe vor Schloß Solitude“ (81110000506)                                        |
| BW                                                      | Feldlinde bei Ettlenschieß                                   | Winterlinde                                      | 8,50 m (2015)                      | 15 m                    | 500                                            | Landesstraße L-1232 nach Amstetten, westlich von Ettlenschieß Gemeinde Lonsee Lage                         | Alb-Donau-Kreis                   | Teil des Naturdenkmals „5 Winterlinden (B.1a–B.1e)“ (84250750009)                                                    |
| BW                                                      | Feldlinde bei Oberweckerstell                                | Sommerlinde                                      | 8,50 m (2016)                      |                         | 500 (circa)                                    | Grillstelle Kuchalb/Messelberg bei Oberweckerstell Stadt Donzdorf Lage                                     | Göppingen                         | Teil des Naturdenkmals „9 Linden und 6 Eschen bei Oberweckerstell“ (81170150001)                                     |
| BW                                                      | Frau Buch (Frauenbuche) bei Straßberg                        | Buche: Rotbuche                                  | 6,44 m (2007)                      | 9 m                     | 250–300                                        | Gewann „am Hau“ bei Straßberg Lage                                                                         | Zollernalbkreis                   | Naturdenkmal 1 Buche „Frauenbuche“ (84170630186) mit Marienbild am Stamm                                             |
| Friedenslinde Mehrstetten (2018)                        | Friedenslinde Mehrstetten                                    | Linde                                            | 7,70 m (2020)                      | 12 m                    | 377 gepflanzt 1648                             | Mehrstetten (Schwäbische Alb) Lage                                                                         | Reutlingen                        | Naturdenkmal (84150480201)                                                                                           |
| BW                                                      | Friedhofseiche Eltershofen                                   | Eiche: Stieleiche                                | 7,65 m                             | 18 m                    | >400                                           | Eltershofen Stadt Schwäbisch Hall Lage                                                                     | Schwäbisch Hall                   | |
| weitere Bilder                                          | Friedhofsulme in Bonfeld                                     | Ulme: Flatterulme                                | 6,95 m (2014)                      | 28 m                    | ≈ 300                                          | Friedhof in Bonfeld Stadt Bad Rappenau Lage                                                                | Heilbronn                         | Naturdenkmal (81250060005)                                                                                           |
| BW                                                      | Fürstin-Margarita-Eiche bei Sigmaringen                      | Eiche: Stieleiche                                | 7,10 m                             | 29 m                    | ≈ 350                                          | Wildpark Josefslust Stadt Sigmaringen Lage                                                                 | Sigmaringen                       | Erscheinungsbild |
| Gerichtslinde Kirnbach (2016)                           | Gerichtslinde Kirnbach                                       | Linde: Sommerlinde                               | 9,51 m                             | 27 m                    | 400–600                                        | Unterharmersbach-Kirnbach Lage                                                                             | Ortenaukreis                      | |
| weitere Bilder                                          | Gerichtslinde Tengen                                         | Linde: Sommerlinde                               | geborstener Stammtorso, zwei Teile |                         | 300–600                                        | Tengen (Hegau) Lage                                                                                        | Konstanz                          | Naturdenkmal (83350800003)                                                                                           |
| BW                                                      | Ginkgo in Weinheim                                           | Ginkgo                                           | 3,51 m                             | 25 m                    | 135 gepflanzt 1890                             | im Herrmannshof des Schlossparks Weinheim Lage                                                             | Rhein-Neckar-Kreis                | |
| BW                                                      | † Große Eiche bei Brombach                                   | Eiche: Stieleiche                                | 7,95 m                             | 28 m                    | ≈ 400                                          | Brombach Stadt Lörrach Lage                                                                                | Lörrach                           | Naturdenkmal (83360500002) durch Feuer im März 2022 zerstört                                                         |
| BW                                                      | Große Kostgrundtanne bei Elzach                              | Tanne: Weiß-Tanne                                | 5,25 m in 1 m Höhe                 | 51,20 m (2014)          | ≈ 300                                          | Kostgrund im Stadtwald von Elzach Lage                                                                     | Emmendingen                       | Naturdenkmal (83160100002) eine der dicksten Tannen in Deutschland                                                   |
| Große Linde im Schlosshof (2005)                        | Große Linde im Schlosshof Altshausen                         | Linde                                            | 7,32 m (2015)                      | 21 m                    | ≈ 300                                          | Schloss Altshausen in Altshausen Lage                                                                      | Ravensburg                        | Naturdenkmal (84360053912)                                                                                           |
| BW                                                      | Großvatertanne bei Freudenstadt                              | Tanne: Weiß-Tanne                                | 5,32 m                             | 46 m                    | 250–300                                        | Freudenstadt Lage                                                                                          | Freudenstadt                      | höchste Tanne im Schwarzwald                                                                                         |
| BW                                                      | Haager Gerichtslinde Schönbrunn                              | Linde                                            | 6,65 m                             | 18 m                    | >800                                           | am Alten Rathaus in Haag Gemeinde Schönbrunn Lage                                                          | Rhein-Neckar-Kreis                | Naturdenkmal (82260810006)                                                                                           |
| BW                                                      | Hainbuche im Schlosspark Bodman                              | Hainbuche                                        | 5,66 m (2013)                      | 13 m                    | ≈ 220                                          | Schlosspark in Bodman Lage                                                                                 | Konstanz                          | |
| BW                                                      | Hainbuche südöstlich Helenenhof bei Eybach                   | Hainbuche                                        | 7,85 m (2016)                      |                         |                                                | Feldweg südöstl. Helenenhof, nahe Christofshof, bei Eybach Stadt Geislingen an der Steige Lage             | Göppingen                         | Naturdenkmal „1 Hainbuche sö Helenenhof“ (81170240059)                                                               |
| BW                                                      | Hierahofesche bei Saig                                       | Esche: Gemeine Esche                             | 7,6 m (2015)                       | 29 m                    | ≈ 300                                          | am Hierahof bei Saig Gemeinde Lenzkirch Lage                                                               | Breisgau-Hochschwarzwald          | Naturdenkmal (83150680004)                                                                                           |
| BW                                                      | Hildegartlärche bei Bonndorf am Bodensee                     | Lärche: Europäische Lärche                       | BHU 4,89 m (2013)                  | 45,5 m                  | ≈ 300                                          | Bonndorf Stadt Überlingen Lage                                                                             | Bodenseekreis                     | Naturdenkmal (84350590018), „Deutschlands mächtigste Lärche“ (Deutsches Baumarchiv 2012)                             |
| BW                                                      | Hofbächleschluchttanne bei Überauchen                        | Tanne: Weiß-Tanne                                | 5,17 m                             | 46,20 m (2015)          | ≈ 250                                          | Überauchen Gemeinde Brigachtal Lage                                                                        | Schwarzwald-Baar-Kreis            | Naturdenkmal (83260750003)                                                                                           |
| weitere Bilder                                          | Hohenbodmaner Linde                                          | Linde: Sommerlinde                               | 10 m                               |                         | 500–800                                        | beim Feuerwehrhaus in Hohenbodman Lage                                                                     | Bodenseekreis                     | Als „Championtree“ ausgewählt durch die DDG                                                                          |
| BW                                                      | Hohle Eiche Gersbach                                         | Eiche                                            |                                    |                         |                                                | Gersbach Stadt Schopfheim Lage                                                                             | Lörrach                           | |
| weitere Bilder                                          | Hohle Linde bei Dettingen an der Erms                        | Sommerlinde                                      | 8,30 m (2020)                      | 24 m                    | ≈ 400                                          | am Nordhang des Rossbergs bei Dettingen an der Erms Lage                                                   | Reutlingen                        | Teil des flächenhaften Naturdenkmals (FND) „Lindenallee West mit Hohler Linde“ (84150140000)                         |
| BW                                                      | Hohle Linde bei Fluorn                                       | Linde                                            | 7,67 m (2020)                      | 14 m                    | ≈ 300                                          | an der K 5521 nach Hochmössingen bei Fluorn-Winzeln Lage                                                   | Rottweil                          | Naturdenkmal (83250700128)                                                                                           |
| BW                                                      | Hohle Weidbuche in Graben bei Wieden                         | Buche: Weidbuche (Erscheinungsform der Rotbuche) | 6,50 m (circa)                     |                         |                                                | Graben Gemeinde Wieden (Südschwarzwald) Lage                                                               | Lörrach                           | eine der dicksten Buchen in Deutschland                                                                              |
| BW                                                      | Hülen-Buche Hessenhöfe                                       | Buche                                            | 5,26 m                             |                         | 300                                            | Hessenhöfe bei Blaubeuren Lage                                                                             | Alb-Donau-Kreis                   | in einem kleinen Wäldchen östlich der Hessenhöfe                                                                     |
| Hungerlinde (2015)                                      | Hungerlinde in Langenbeutingen                               | Linde: Winterlinde                               |                                    |                         | 208 gepflanzt 1817                             | Langenbeutingen Gemeinde Langenbrettach Lage                                                               | Heilbronn                         | geleitete Tanzlinde                                                                                                  |
| BW                                                      | Hutebuche bei Scharenstetten                                 | Buche: Rotbuche                                  | 8,38 m (2019)                      | 26 m                    | 205 ± 30 gepflanzt 1820 ± 30                   | Grillplatz östlich Scharenstetten Gemeinde Dornstadt Lage                                                  | Alb-Donau-Kreis                   | eine der dicksten Buchen in Deutschland; Teil des Naturdenkmals „2 Rotbuchen“ (84250310026), in einer Hutebaumgruppe |
| weitere Bilder                                          | Käppeleslinde Hochmössingen                                  | Linde                                            | 7,90 m                             | 18 m                    | 600–1000                                       | Hochmössingen Stadt Oberndorf am Neckar Lage                                                               | Rottweil                          | Naturdenkmal (83250450140) Nationalerbe-Baum (Nr. 5) der DDG                                                         |
| BW                                                      | Kapellenlinden bei Grüningen                                 | Sommerlinde (2 Altbäume)                         | 7,40 m (2014) 6,90 m (2014)        |                         | 575 beide gepflanzt um 1450                    | Schutzengelkapelle Grüningen Stadt Riedlingen Lage                                                         | Biberach                          | Teil des Naturdenkmals „3 Linden bei der Schutzengelkapelle in Grüningen“ (84260970002)                              |
| weitere Bilder                                          | Kastanienallee Eschelbronn                                   | Rosskastanie                                     |                                    |                         | >150 jüngste gepflanzt um 1875                 | Bahnhofstraße in Eschelbronn Lage                                                                          | Rhein-Neckar-Kreis                | |
| Rosskastanien-Allee zum Gut Wagenbuch (2021)            | Kastanie in Allee Gut Wagenbuch Wertheim                     | Rosskastanie                                     | 4,91 m (2015)                      | 19 m                    | ≈ 200                                          | Gut Wagenbuch Stadt Wertheim Lage                                                                          | Main-Tauber-Kreis                 | dickster Baum einer schönen alten Kastanienallee                                                                     |
| BW                                                      | Kirchhoflinde in Spielberg                                   | Linde: Sommerlinde                               | 7,10 m                             | 20 m                    | ≈ 500                                          | Spielberg Gemeinde Karlsbad Lage                                                                           | Karlsruhe                         | Naturdenkmal (82150960017) „Große Linde Kirchgasse“                                                                  |
| Kirchlinde in Emerfeld (2022)                           | Kirchlinde in Emerfeld                                       | Linde                                            | 7,40 m                             |                         | ≈ 850                                          | Emerfeld Gemeinde Langenenslingen Lage                                                                     | Biberach                          | Naturdenkmal (84260670008) „Linde neben der Pfarrscheuer in Emerfeld“                                                |
| BW                                                      | Kölblinshofeichen                                            | Eiche: Stieleiche (2 Bäume)                      | 7,0 m ≈ 5,0 m                      | 33 m unbekannt          | ≈ 350 unbekannt                                | Hof Kölblinsberg bei Reichenbach Gemeinde Freiamt Lage                                                     | Emmendingen                       | gemeinsames Naturdenkmal (83160540020) Urig geformte Stieleiche mit mächtigen Wurzelanläufen (Zitat)                 |
| BW                                                      | Krummförle bei Bonndorf im Schwarzwald                       | Kiefer: Schwarzkiefer                            |                                    | 8 m                     | ≈ 300                                          | Bonndorf im Schwarzwald Lage                                                                               | Waldshut                          | Naturdenkmal (83370220010) skurrile Drehwüchsigkeit                                                                  |
| BW                                                      | Lavendelweide bei Ailingen                                   | Lavendelweide                                    | 7,45 m (2016)                      |                         |                                                | Ailingen Stadt Friedrichshafen Lage                                                                        | Bodenseekreis                     | |
| weitere Bilder                                          | Lenzeiche bei Sichertshausen                                 | Eiche: Stieleiche                                | 6,75 m                             | 23 m (2015)             | ≈ 280                                          | Sichertshausen Stadt Niederstetten Lage                                                                    | Main-Tauber-Kreis                 | eine der schönsten Eichen in Deutschland                                                                             |
| weitere Bilder                                          | Libanonzeder Schlosspark Weinheim                            | Zeder: Libanonzeder                              | 5,20 m                             | 23 m                    | 305 gepflanzt 1720                             | im Schlosspark Weinheim Lage                                                                               | Rhein-Neckar-Kreis                | Die vermutlich größte und älteste Zeder Deutschlands wurde im März 2025 zum Nationalerbe-Baum ausgezeichnet.         |
| BW                                                      | Linde am Aichhalder Hof bei Tuttlingen                       | Sommerlinde                                      | 7,47 m (2013)                      | 22 m                    |                                                | Aichhalder Hof Stadt Tuttlingen Lage                                                                       | Tuttlingen                        | Teil des Naturdenkmals „Lindengruppe beim Aichhalderhof“ (83270500005)                                               |
| BW                                                      | Linde am Heuhof bei Bremelau                                 | Sommerlinde                                      | 9,80 m (2011)                      | 26 m                    | 380–890                                        | Heuhof Gemarkung Bremelau Stadt Münsingen Lage                                                             | Reutlingen                        | Naturdenkmal (84150530271)                                                                                           |
| weitere Bilder                                          | Linde am Steinbaß bei Schönaich                              | Linde                                            | 6,55 m                             |                         | 400                                            | Schönaich Lage                                                                                             | Böblingen                         | |
| BW                                                      | Linde I an der alten Lindenallee bei Merklingen              | Sommerlinde                                      | 8,90 m (2015)                      | 24 m                    | >400                                           | Straße nach Hohenstadt (K 7407) bei Merklingen Lage                                                        | Alb-Donau-Kreis                   | Baum A.1d im Naturdenkmal „Lindenallee (10 Sommer-/Winterlinden, A.1a–A.1j)“ (84250790001)                           |
| BW                                                      | Linde II an der alten Lindenallee bei Merklingen             | Sommerlinde                                      | 8,16 m (2015)                      | 19 m                    | >400                                           | Straße nach Hohenstadt (K 7407) bei Merklingen Lage                                                        | Alb-Donau-Kreis                   | Baum A.1e im Naturdenkmal „Lindenallee (10 Sommer-/Winterlinden, A.1a–A.1j)“ (84250790001)                           |
| BW                                                      | Linde IV an der alten Lindenallee bei Merklingen             | Sommerlinde                                      | 8,22 m (2015)                      | 12 m                    | >400                                           | Straße nach Hohenstadt (K 7407) bei Merklingen Lage                                                        | Alb-Donau-Kreis                   | Baum A.1h im Naturdenkmal „Lindenallee (10 Sommer-/Winterlinden, A.1a–A.1j)“ (84250790001)                           |
| BW                                                      | Linde VI an der alten Lindenallee bei Merklingen             | Sommerlinde                                      | 7,60 m (2012)                      | 24 m                    |                                                | Straße nach Hohenstadt (K 7407) bei Merklingen Lage                                                        | Alb-Donau-Kreis                   | Baum A.1j im Naturdenkmal „Lindenallee (10 Sommer-/Winterlinden, A.1a–A.1j)“ (84250790001)                           |
| BW                                                      | Linde bei Fluorn                                             | Linde                                            | 7,25 m (2014)                      | 24 m                    |                                                | an der L 415 nach Peterzell bei Fluorn-Winzeln Lage                                                        | Rottweil                          | Naturdenkmal (83250700127)                                                                                           |
| BW                                                      | Linde beim Alten Schloss in Kißlegg                          | Linde: Sommerlinde                               | 7,25 m (2015)                      | 26 m                    | 275 ± 50 gepflanzt 1750 ± 50                   | Englischer Garten des Alten Schlosses in Kißlegg Lage                                                      | Ravensburg                        | |
| Linde im Schlosspark (2014)                             | Linde im Schlosspark in Glatt                                | Linde                                            | 7,0 m (2014)                       | 19 m                    | 380–450 Schild am Baum                         | Glatt Stadt Sulz am Neckar Lage                                                                            | Rottweil                          | Naturdenkmal (83250570156)                                                                                           |
| BW                                                      | Linde in Breitnau                                            | Linde                                            | 8,92 m (2011)                      | 18 m                    | 500–600                                        | Breitnau (Südschwarzwald) Lage                                                                             | Breisgau-Hochschwarzwald          | |
| Linde in Wiesenbach (2013)                              | Linde in Wiesenbach                                          | Linde                                            | 9,75 m (2013)                      |                         | 800                                            | Wiesenbach Gemeinde Blaufelden Lage                                                                        | Schwäbisch Hall                   | einer der ältesten Bäume Süddeutschlands                                                                             |
| weitere Bilder                                          | Lindenallee Tübingen                                         | Linde                                            | 5 m (maximal, dickste Bäume)       |                         | 500                                            | Tübingen Lage                                                                                              | Tübingen                          | |
| BW                                                      | Ludwigsruher Eiche bei Langenburg                            | Eiche: Stieleiche                                | 7,25 m (2017)                      | 26 m                    | >400                                           | Gut Ludwigsruhe Stadt Langenburg (Hohenlohe) Lage                                                          | Schwäbisch Hall                   | Naturdenkmal (81270470015)                                                                                           |
| weitere Bilder                                          | Madonneneiche auch Hohle Eiche bei Eberstal                  | Eiche: Stieleiche                                | 5,15 m (2017)                      | 10 m                    | 300–400                                        | Eberstal Stadt Ingelfingen (Hohenlohe) Lage                                                                | Hohenlohekreis                    | Naturdenkmal (81260390005) Andachtsstätte mit Madonna im hohlen Stamm                                                |
| Magdalenenbergeiche (2016)                              | Magdalenenbergeiche Villingen                                | Eiche                                            | 5,43 m (2015)                      | 19 m                    | 280                                            | am Magdalenenberg bei Villingen Lage                                                                       | Schwarzwald-Baar-Kreis            | Eiche am Fürstengrab                                                                                                 |
| BW                                                      | Mannock-Esche bei Boll                                       | Esche: Gemeine Esche                             | 7,7 m (2013)                       | 25 m                    | ≈ 350                                          | Boll Gemeinde Sauldorf Lage                                                                                | Sigmaringen                       | Naturdenkmal (84371230006) „mächtige, weit ausladende und sehr alte Esche“ (Zitat)                                   |
| Mittelzeller Gerichtslinde (2017)                       | Mittelzeller Gerichtslinde auf der Insel Reichenau           | Linde                                            | 8,35 m (2017)                      | 18 m                    | 700                                            | Ergat Mitterzell, Insel Reichenau, Gemeinde Reichenau Lage                                                 | Konstanz                          | Naturdenkmal „alte Winterlinde, sog. Gerichtslinde“ (83350660003)                                                    |
| weitere Bilder                                          | † Muttereiche Hechingen                                      | Eiche                                            |                                    |                         | 1300                                           | Hechingen Lage                                                                                             | Zollernalbkreis                   | 2016 gestorben Baumruine Totholzbiotop                                                                               |
| Neuhaus-Eiche (2005)                                    | Neuhaus-Eiche Starzach                                       | Eiche                                            | 7,20 m                             |                         | 500                                            | Hofgut Neuhaus bei Bierlingen Gemeinde Starzach Lage                                                       | Tübingen                          | |
| BW                                                      | Neunheimer Eiche, auch „Große Eiche“                         | Eiche: Stieleiche                                | 7,0 m                              | 20 m                    | ≈ 350                                          | Neunheim Stadt Ellwangen Lage                                                                              | Ostalbkreis                       | Naturdenkmal (81360190032)                                                                                           |
| weitere Bilder                                          | Neusaßer Linde Schöntal                                      | Linde                                            | 8,62 m                             | 22 m                    | 300–500                                        | Neusaß Gemeinde Schöntal Lage                                                                              | Hohenlohekreis                    | ehemalige Tanzlinde / Marktstätte                                                                                    |
| weitere Bilder                                          | Obere Linde an der Oberen Talwiese bei Hildrizhausen         | Linde                                            | 6,75 m (circa)                     |                         | 400                                            | Hildrizhausen Lage                                                                                         | Böblingen                         | |
| BW                                                      | Otto-Feucht-Eiche im Glemswald                               | Eiche: Stieleiche                                | 7,55 m (2018)                      | 25 m                    | 400                                            | Glemswald bei Botnang Stadt Stuttgart Lage                                                                 | Stuttgart (Stadtkreis)            | |
| Pappeln am Zimmerbachbrückle (2015)                     | Pappeln am Zimmerbachbrückle bei Weilheim                    | Pappel: Silberpappel                             | 6,31 m (2017, dickste Pappel)      |                         | ≈ 150                                          | bei Weilheim Stadt Hechingen Lage                                                                          | Zollernalbkreis                   | Naturdenkmal (84170310149)                                                                                           |
| Platane am Spielhaus                                    | Platane im Exotischen Garten der Hohenheimer Gärten          | Platane: Ahornblättrige Platane                  | 7,42 m (2013)                      | 36 m                    | 246 gepflanzt 1779                             | Exotischer Garten der Hohenheimer Gärten Stadt Stuttgart Lage                                              | Stuttgart (Stadtkreis)            | Der Baum wurde im Mai 2023 zum Nationalerbe-Baum ausgezeichnet.                                                      |
| BW                                                      | Pyramideneiche in Lahr                                       | Eiche: Pyramideneiche                            | 6,54 m                             | 23 m (2018)             | ≈ 200                                          | Privatgrund neben Stadtpark Lahr/Schwarzwald Lage                                                          | Ortenaukreis                      | eine der dicksten Pyramideneichen in Deutschland                                                                     |
| BW                                                      | Pyramidenpappel bei Brühl                                    | Pappel: Pyramidenpappel                          | 6,14 m (2020)                      |                         | ≈ 150                                          | bei der Kollerfähre bei Brühl in Baden Lage                                                                | Rhein-Neckar-Kreis                | |
| Riesenlebensbaum in Schloss Salem (2008)                | Riesenlebensbaum in Schloss Salem                            | Riesenlebensbaum                                 | 5,43 m (2015)                      | 36 m                    | ≈ 150                                          | Schloss Salem Gemeinde Salem Lage                                                                          | Bodenseekreis                     | |
| BW                                                      | Riesenmammutbaum in Hofstett                                 | Riesenmammutbaum                                 | 13,60 m (2014)                     | 37 m                    | 158 gepflanzt 1867                             | Hofstett Gemeinde Neuweiler Lage                                                                           | Calw                              | Naturdenkmal (82350500002)                                                                                           |
| Frohberglinde, auch „St.-Nikolaus-Linde“ genannt (2009) | St.-Nikolaus Linde Erolzheim                                 | Linde: Winterlinde                               | 6 m                                | 21 m                    | ca. 600                                        | Auf dem Frohberg bei Erolzheim Lage                                                                        | Biberach                          | |
| Schinderwasenbuche bei Suppingen (2006)                 | † Schinderwasenbuche bei Suppingen                           | Buche                                            | 7,32 m                             |                         | 150–200                                        | Suppingen Gemeinde Laichingen (Schwäbische Alb) Lage                                                       | Alb-Donau-Kreis                   | 2008 durch Sturm zerstört; Stammtorso                                                                                |
| Schlosskastanie (2012)                                  | Schlosskastanie in Weiler                                    | Rosskastanie                                     | 6,51 m                             | 26 m                    | 300–500                                        | im Park von Schloss Weiler Gemeinde Obersulm Lage                                                          | Heilbronn                         | eine der größten und ältesten Rosskastanien in Deutschland                                                           |
| Schlosslinde (2017)                                     | Schlosslinde in Alfdorf                                      | Linde: Sommerlinde                               | 11,0 m (2016)                      | 21 m                    | 600–800                                        | am Unteren Schloss Alfdorf Lage                                                                            | Rems-Murr-Kreis                   | Naturdenkmal (81190010014)                                                                                           |
| weitere Bilder                                          | Schlossrobinie in Geislingen                                 | Robinie                                          | 4,76 m (2015)                      | 17 m                    | ≈ 200                                          | Schlossgarten Geislingen Lage                                                                              | Zollernalbkreis                   | Naturdenkmal (84170220214)                                                                                           |
| weitere Bilder                                          | Schluttenbacher Linde                                        | Linde                                            | 7,53 m                             |                         | 1088 wurde lt. Tafel 937 gepflanzt             | in Schluttenbach, Stadt Ettlingen Lage                                                                     | Karlsruhe                         | vermutlich eine der ältesten Linden in Deutschland                                                                   |
| Schwarznuss im Schlosspark (2017)                       | Schwarznuss im Schlosspark Ebnet                             | Walnuss: Schwarznuss                             | 7,30 m (2014)                      | 29 m                    | 178 gepflanzt 1847                             | Schlosspark in Ebnet Stadt Freiburg im Breisgau Lage                                                       | Freiburg im Breisgau (Stadtkreis) | |
| Schwarzpappel 1 (2008)                                  | Schwarzpappel in Heidelberg (die Erste)                      | Pappel: Schwarzpappel                            | 7,50 m (2020)                      |                         | ≈ 120                                          | auf der Neckarwiese in Heidelberg Lage                                                                     | Heidelberg (Stadtkreis)           | |
| BW                                                      | Schwarzpappel in Heidelberg (die Zweite)                     | Pappel: Schwarzpappel                            | 7,15 m (2017)                      | 19 m                    | 150–200                                        | auf der Neckarwiese in Heidelberg Lage                                                                     | Heidelberg (Stadtkreis)           | |
| BW                                                      | 16 Buchen (16-stämmige Buche) im Glemswald                   | Buche: Rotbuche                                  | 7,31 m (2008)                      | 30 m                    | 200–250                                        | Glemswald bei Büsnau Stadt Stuttgart Lage                                                                  | Stuttgart (Stadtkreis)            | Als Bündelpflanzung entstanden. Heute nur noch 10 Stämme.                                                            |
| BW                                                      | Silberpappel bei Bad Boll                                    | Pappel: Silberpappel                             | 6,05 m (2015)                      | 18 m                    | 205 gepflanzt 1820                             | beim „Waldeck“ Bad Boll Lage                                                                               | Göppingen                         | Naturdenkmal (81170120001)                                                                                           |
| BW                                                      | Silberweide in Spaichingen (die Erste)                       | Weide: Silberweide                               | 7,60 m (2020)                      | 5 m                     | 185 ± 30 gepflanzt 1840 ± 30                   | Stadtpark in Spaichingen Lage                                                                              | Tuttlingen                        | |
| BW                                                      | Silberweide in Spaichingen (die Zweite)                      | Weide: Silberweide                               | 7,26 m Taille (2020)               | 25 m                    | 155 ± 20 gepflanzt 1870 ± 20                   | Stadtpark in Spaichingen Lage                                                                              | Tuttlingen                        | |
| BW                                                      | Sommerlinde in Becken                                        | Linde: Sommerlinde                               | 6,9 m (2017)                       | 15 m                    | >400                                           | Becken Gemeinde Kißlegg (Westallgäu) Lage                                                                  | Ravensburg                        | Naturdenkmal (84360525905)                                                                                           |
| weitere Bilder                                          | Linde Kleiner Unterwöhrd (Baum Nr. 05091) in Schwäbisch Hall | Linde: Sommerlinde                               | 7,9 m (2016)                       | 22 m                    | 685 gepflanzt um 1340 lt. ehemaliger Infotafel | Minigolfanlage auf Kocherinsel Kleiner Unterwöhrd (auch Oberwöhrd oder Minigolfinsel) Schwäbisch Hall Lage | Schwäbisch Hall                   | Ernennung zum Naturdenkmal 2023 beschlossen                                                                          |
| Stallegger Tanne (2016)                                 | Stallegger Tanne bei Göschweiler                             | Tanne: Weiß-Tanne                                | 5,52 m                             | 52 m                    | 280 (2010)                                     | Wutachschlucht bei Göschweiler, Stadt Löffingen Lage                                                       | Breisgau-Hochschwarzwald          | |
| BW                                                      | Stiereiche bei Fronhofen                                     | Eiche: Stieleiche                                | 7,0 m                              | 33 m                    | ≈ 450                                          | Fronhofen Gemeinde Fronreute Lage                                                                          | Ravensburg                        | Naturdenkmal, zweithöchste Eiche in Deutschland                                                                      |
| weitere Bilder                                          | Sulzeiche bei Walddorfhäslach                                | Eiche                                            | 6,35 m                             |                         | 450                                            | Walddorfhäslach Lage                                                                                       | Reutlingen                        | |
| BW                                                      | Tannheimer Eiche, auch „Alte Eiche“ in Tannheim              | Eiche: Stieleiche                                | 8,85 m (2020)                      | 18 m                    | 400–600                                        | Tannheim Stadt Villingen-Schwenningen Lage                                                                 | Schwarzwald-Baar-Kreis            | Naturdenkmal (83260740014) „urige Erscheinung“                                                                       |
|                                                         | † Tanzlinde Schloss Stetten                                  | Linde                                            | 7,67 m                             |                         | 800                                            | Schloss Stetten Lage                                                                                       | Hohenlohekreis                    | 2020 durch Sturm „Sabine“ zerstört                                                                                   |
| Teichlinde am Hohenroder Weiher (2020)                  | Teichlinde am Hohenroder Weiher                              | Linde                                            | 9,80 m (2017)                      | 36 m                    | 350–550                                        | Schlossgut Hohenroden Gemeinde Essingen Lage                                                               | Ostalbkreis                       | Naturdenkmal „Alte Linde am Hohenroder Weiher“ (81360210013)                                                         |
| BW                                                      | Traubeneiche am Kinderwasen bei Weilheim an der Teck         | Eiche: Traubeneiche                              | 6,50 m (2018)                      | 23 m                    | ≈ 350                                          | Reutenberg Stadt Weilheim an der Teck Lage                                                                 | Esslingen                         | markant ausgeprägter Wurzelansatz                                                                                    |
| weitere Bilder                                          | Vierlingseiche Stuppach                                      | Eiche                                            |                                    |                         | 220                                            | im Gewann „Edelberg-Moosich“ bei Stuppach, Stadt Bad Mergentheim Lage                                      | Main-Tauber-Kreis                 | Naturdenkmal (ND 81280070029) vierstämmig                                                                            |
| Vierundzwanzig Buchen im Herrenberger Stadtwald (2007)  | 24 Buchen (24-stämmige Buche) bei Herrenberg                 | Buche                                            | 6,4 m                              | 28 m                    |                                                | Im Herrenberger Stadtwald des Schönbuchs Lage                                                              | Böblingen                         | nach Sturmschäden nur noch 17 Stämme                                                                                 |
| Waldkaznbacher Linde (2023)                             | Waldkatzenbacher Linde                                       | Linde: Sommerlinde                               | 7,15 m                             | 25 m                    | 377 gepflanzt 1648                             | Am Lindenbrunnen Waldkatzenbach, Gemeinde Waldbrunn Lage                                                   | Neckar-Odenwald-Kreis             | laut Legende aus sieben Stecklingen zusammengewachsener Stamm                                                        |
| Waldtraut vom Mühlwald (2012)                           | Waldtraut vom Mühlwald im Stadtwald Freiburg                 | Douglasie                                        | 3 m                                | 67,18 m (November 2019) | 115                                            | Arboretum im Stadtwald Freiburg bei Günterstal, Stadt Freiburg Lage                                        | Freiburg im Breisgau (Stadtkreis) | der höchste bekannte Baum Deutschlands                                                                               |
| BW                                                      | Walkstetter Linde bei Bernstadt                              | Linde: Winterlinde                               | 7,40 m (2019)                      | 20 m                    | 300–400                                        | Wüstung Walkstetten bei Bernstadt Lage                                                                     | Alb-Donau-Kreis                   | Naturdenkmal (84250190003) mutmaßliche Schützenlinde                                                                 |
| weitere Bilder                                          | Wallfahrtsbuche „Balzer Herrgott“ Gütenbach                  | Buche: Weidbuche (Erscheinungsform der Rotbuche) |                                    |                         |                                                | zwischen Hexenlochmühle und Wildgutach östlich der Wilden Gutach in der Gemarkung Gütenbach Lage           | Schwarzwald-Baar-Kreis            | mit einer eingewachsenen Christusfigur                                                                               |
| BW                                                      | Weidbuche in Graben bei Wieden                               | Buche: Weidbuche (Erscheinungsform der Rotbuche) | 6,00 m (circa)                     |                         | 200–300                                        | Graben Gemeinde Wieden (Südschwarzwald) Lage                                                               | Lörrach                           | eine der dicksten Buchen in Deutschland                                                                              |
| Weidbuche in Todtmoos (2006)                            | † Weidbuche in Todtmoos                                      | Buche: Weidbuche (Erscheinungsform der Rotbuche) | 6,25 m                             |                         | 400                                            | bei Todtmoos im Südschwarzwald Lage                                                                        | Waldshut                          | 2013 auseinandergebrochen; Stammtorso                                                                                |
| BW                                                      | Weidbuche bei Utzenfeld                                      | Buche: Weidbuche (Erscheinungsform der Rotbuche) | 7,00 m (2009)                      |                         | 200–300                                        | bei Utzenfeld im Südschwarzwald Lage                                                                       | Lörrach                           | eine der dicksten Buchen in Deutschland                                                                              |
| weitere Bilder                                          | Weide am Harthauser Talbach bei Igersheim                    | Weide: Silberweide                               | 7,10 m (2016)                      | 22 m                    | ≈ 120                                          | LSG Igersheim bei Igersheim (Tauberfranken) Lage                                                           | Main-Tauber-Kreis                 | |
| BW                                                      | Weide am Seeufer Ludwigshafen                                | Weide: Silberweide                               | 7,30 m (2017)                      | 17 m                    | ≈ 220                                          | am Untergarten Ludwigshafen (Bodensee) Lage                                                                | Konstanz                          | „eine Augen-Weide“ (Zitat)                                                                                           |
| BW                                                      | Wendelineiche bei Langenordnach                              | Eiche: Stieleiche                                | 5,55 m                             | 14 m (2018)             | ≈ 350                                          | Langenordnach Stadt Titisee-Neustadt Lage                                                                  | Breisgau-Hochschwarzwald          | Orts-Wahrzeichen |
| BW                                                      | Zwei Silberpappeln im Mühltal bei Mauren                     | Pappel: Silberpappel                             | 6,20 m 6,00 m                      | 35 m 38 m               | 180                                            | im Mühltal bei Mauren Gemeinde Ehningen Lage                                                               | Böblingen                         | Naturdenkmal (81150130008)                                                                                           |
| BW                                                      | Ziegelhoflinde Ehingen                                       | Linde                                            | 9,45 m                             |                         | 800–1000                                       | Ziegelhof Stadt Ehingen (Schwäbische Alb) Lage                                                             | Alb-Donau-Kreis                   | einer der ältesten und urwüchsigsten Bäume in Baden-Württemberg                                                      |
| weitere Bilder                                          | Zundelbacher Linde bei Schlier                               | Linde: Winterlinde                               | BHU 5,96 m (2014)                  | 18 m                    | 154 gepflanzt 1871 als Friedenslinde           | Zundelbach Gemeinde Schlier (Oberschwaben) Lage                                                            | Ravensburg                        | Kegelstamm extrem breiter Stammfuß Naturdenkmal (84360692202)                                                        |